# Catharina Petit
Catharina Christina Petit, född 1660, död 1740, var en nederländsk skådespelare. 
Hon var dotter till Jean Baptiste Petit (d. 1680) och Beatrix Rocataliata (d. 1687) och syster till skådespelarna Jan Petit, Maria Petit och Isabella Petit. Hon gifte sig 1681 med skådespelaren Hermanus Benjamin (1653/54-1703). 
Hon var engagerad vid Amsterdamse Schouwburg från 1677 till sin död 1740. Enda avbrotten var 1687, där nästan samtliga skådespelarna avskedades för att sedan återanställas efter en teaterkris, samt 1696, då hon olovandes bröt sitt kontrakt för att spela med ett kringresande sällskap men tvingades tillbaka. Däremot spelade hon liksom sina kolleger ofta, med tillstånd, utanför Amsterdam under sommaren, då teatern var stängd. Hennes lön steg från två och en halv (1678) till sex gulden per föreställning (1687), vilket var en hög lön, fram till hennes sista år, då lönen sänktes till tre gulden. 
Lite är känt om rollerna som Catharina Petit spelade, men det står klart att hon räknades som en av teaterns främsta krafter, något som avspeglades i hennes lön. Från åtminstone år 1693 och tjugo år framåt tycks hon ofta ha spelat de kvinnliga huvudrollerna på teatern tillsammans med sin syster Maria Petit, och en samtida kritiker menade att om systerparet skulle lämna teatern skulle det inte finnas någon kvar med kapacitet att spela deras roller. Hennes mest berömda roll tycks ha varit Klytaimnestra i tragedin Ifigenia i Aulis av Racine, som hon ska ha spelat "vackert, mycket stolt och värdigt" och till och med "utan motstycke". 
Catharina Petit betraktades tydligen som en förebild inom teatervärlden i Amsterdam. År 1727 bedömde Amsterdams teaterregent Balthazar Huydecoper att en icke namngiven fransk skådespelerska i den rollen inte kunde konkurrera med 'Juffr. Benjamin'. Och ännu senare, 1738, besjöng skådespelaren och dramatikern Fredrik Duim Catharina och Maria Petit i samband med Amsterdamse Schouwburgs hundraårsjubileum: "Ingenting kunde göra detta systerpar ledsen att spela;/ Alla var förtjusta över Petites iver.' (Tummen, 16). Mindre än två år efter detta hundraårsjubileum gick Catharina Petit bort, runt åttio år gammal. Hon begravdes den 16 mars 1740.